# Anancistrogera ceylonica
Anancistrogera ceylonica är en insektsart som beskrevs av Heinrich Hugo Karny 1937. Anancistrogera ceylonica ingår i släktet Anancistrogera och familjen Gryllacrididae. Inga underarter finns listade i Catalogue of Life.